# Гаргар (Ходжавендский район)
Гаргар (азерб. Qarqar), ранее — Гергер (азерб. Herher) — село в Ходжавендском районе Азербайджана. Является центром Гаргарского сельского административно-территориального округа.

## Этимология
Название села могло указываться в документах и произноситься как Каркар, Гяргяр, Хархар, Херхер, Герегер.
Энциклопедический словарь топонимов Азербайджана пишет, что село упомянуто под названием Гаргар в X-м веке, что Гаргар отражает название племени гаргар, проживавших в Кавказской Албании, и что позже жившие здесь армяне называли село Херхер.
Решением Милли Меджлиса Азербайджанской Республики от 29 декабря 1992 года № 428  село Гергер (или Херхер) (азерб. Herher) Ходжавендского района было названо селом Гаргар (азерб. Qarqar).
Также Гергер — ряд населённых пунктов в Иранском Азербайджане, Гергер — село в Вайоцдзорской области Армении, город и район в провинции Адыяман в Турции, Гергер река в Армении.

## География
Село Гаргар является центром Гаргарского сельского административно-территориального округа Ходжавендского района, при этом в состав этого сельского административно-территориального округа входят также и сёла Хархан и Завадых. Село расположено у подножия Карабахского хребта, имеет площадь 922,9 га, из которых 718,03 га сельскохозяйственные угодья, 139,39 га лесные угодья. Приток реки Варанда протекает через пограничную зону села Гаргар.
Село связано дорогой с сёлами Гараземи, Сос и Гырмызы-Базар.

## История
Село упоминается в исторических записях X века.
До вхождения в состав Российской империи под названием Гяргяр село входило в состав Варандинского магала Карабахского ханства.
Епископ Армянской Апостольской церкви Макар Бархударянц пишет о селе Гаргар:
«Жители коренные, дымов 80, душ — 580. Церковь Св. Григориса красивое сооружение, на 4-х столпах. Надпись католикоса Алуанка Петроса сообщает о том, что церковь была восстановлена в 1666 году как летняя резиденция архиепископа Амараса. В церкви имеются ещё несколько обширных надписей. У кладбища села есть часовня Св. Богородицы, которая находится на грани разрушения».
В 1950-х годах близ села Гаргар при строительстве дороги была обнаружена старая могила с богатыми погребениями гончарного типа дохристианских времён, что свидетельствует о существовании древнего поселения на месте села Гаргар. Первые письменные сведения о селе дошли до нас из купчей-продажи земель XIV века, подписанной между Гаргаром и селом Гараземи.
В советский период село именовалось Гергер (азерб. Herher) и вместе с сёлами Херхан (или Хархан) и Завадых входило в состав Гергерского сельсовета Мартунинского района Нагорно-Карабахской автономной области (НКАО) Азербайджанской ССР, при этом село Гергер являлось центром этого сельсовета.
2 сентября 1991 года на совместной сессии Нагорно-Карабахского областного и Шаумяновского районного Советов народных депутатов была принята Декларация о провозглашении Нагорно-Карабахской Республики в границах Нагорно-Карабахской автономной области (НКАО) и сопредельного Шаумяновского района Азербайджанской ССР.
26 ноября 1991 года Верховный Совет Азербайджанский Республики принял Закон "Об упразднении Нагорно-Карабахской автономной области Азербайджанской Республики". В этом Законе помимо упразднения Нагорно-Карабахской Автономной Области (НКАО), было постановлено в том числе также и переименование Мартунинского района в Ходжаведский и включение района в число районов республиканского подчинения. Таким образом, сёла Гергер, Херхан (или Хархан) и Завадых стали частью Ходжавендского района. Затем,  Решением Милли Меджлиса Азербайджанской Республики от 29 декабря 1992 года село Гергер (азерб. Herher) было переименовано в Гаргар  (азерб. Qarqar). В настоящее время сёла Гаргар, Хархан и Завадых находятся в составе Гаргарского сельского административно-территориального округа Ходжавендского района Азербайджана, при этом само село Гаргар является центром этого сельского административно-территориального округа.
В результате Карабахского конфликта, село в начале 90-х годов ХХ-ого века попало под контроль непризнанной Нагорно-Карабахской Республики (НКР). Согласно административно-территориальному делению непризнанной республики село находилось в составе Мартунинского района НКР и продолжало называться Гергер (арм. Հերհեր).
Во время Вооружённых столкновений в Нагорном Карабахе в апреле 2016 года во время обстрела со стороны Азербайджана из установки БМ-21 («Град») погиб 12-летний школьник. Во время 44-дневной войны 2020 года в результате обстрела ВС Азербайджана в селе Гаргар погиб мирный житель.
Согласно Трёхстороннему Заявлению в ночь с 9 по 10 ноября 2020 года, подписанному по итогам 44-дневной войны, село перешло под контроль Российских миротворческих сил.
Благодаря сотрудничеству фонда «Туфенкян» и фонда «JHM» жители села Гаргар отпраздновали открытие нового здания для считающейся властями непризнанной НКР сельской администрации и медпункта летом 2021 года.
В результате боевых действий произведённых Вооружёнными Силами Азербайджана в Карабахе 19-20 сентября 2023 года, село было возвращено под контроль Азербайджана.

## Памятники истории и культуры
Объекты исторического наследия в селе и его окрестностях включают церковь Св. Григориса, построенную между 1666 и 1676 годами епископом Барсегом из монастыря Амарас, родом из села Киш, как летняя резиденция монахов монастыря. Рядом с селом также находится часовня Сурб Аствацацин XVII века и кладбище XVII—XVIII вв. В селе есть памятник, посвящённый жертвам Великой Отечественной войны.
По состоянию на 2015 год в селе действовали считающаяся властями непризнанной НКР сельская администрация, дом культуры, медицинский пункт, общеобразовательная школа, в которой обучались 81 ученик.

## Население
По состоянию на 1 января 1933 года в селе проживало 854 человека (186 хозяйств), все — армяне.
По состоянию на 1989 год большинство населения села составляли армяне. В селе проживало 577 жителей в 2005 г. и 584 жителя в 2015 г.
| Год       | 2005 | 2008 | 2009 | 2010 | 2015 |
| --------- | ---- | ---- | ---- | ---- | ---- |
| Население | 577  | 593  | 658  | 655  | 584  |

## Известные люди
- Григорян Гамлет Вагаршакович (1941, село Гергер, Мартунинский район, НКАО, Азербайджанская ССР) — государственный и политический деятель непризнанной НКР.